# Иваненки (село)
Иваненки (укр. Іваненки) — село,
Нововодолажский поселковый совет,
Нововодолажский район,
Харьковская область.
На текущий момент заселено фермерами.

## Географическое положение
Хутор Иваненки примыкает к селу Просяное, на расстоянии до 2-х км расположены сёла Новоселовка, Лихово и Запорожское.
Рядом проходит автомобильная дорога М-18 (E 108).

## История
Появился на карте 1927г, - http://www.etomesto.ru/map-ukraine_kharkov_kharkovskaya-okruga-1927/